# 美国德州化肥厂爆炸事件
美國德州化肥廠爆炸事件是指在2013年4月17日時，位於美國德克薩斯州韋科以北29公里（18英哩）的化肥工廠存儲庫與配送設備發生爆炸，隨後災難應對人員便設法撲滅火勢，迄今無法確定爆炸的發生原因。

## 背景
韋斯特化肥廠是Adair Grain公司於1962年創立，其主要目的是生產化學藥品給農民使用。2006年時該化肥廠因為設施濃厚的氨氣氣味遭到投訴，德克薩斯州環境品質委員會（Texas Commission on Environmental Quality）在調查後發現該公司在沒有獲得授權的情況下私自自行建設兩個無水氨的儲存槽。不過在公司隨即應環境品質委員會的規定與建議進行改善後，韋斯特化肥廠仍獲得許可證得以繼續使用儲存槽。而在爆炸發生時韋斯特化肥廠已經在獲得許可證的情況下儲存了24公噸（54,000磅）的無水氨，不過Adair Grain公司官員仍向美國國家環境保護局提出的緊急規劃報告時聲稱工廠並沒有火災或者爆炸風險；同一份報告中還指出該工廠並沒有建構完善的消防安全設備，甚至連最基本的警報系統和自動噴水滅火系統等皆沒有。

## 爆炸
2013年4月17日當地時間晚上7時50分（UTC時間4月18日的0時50分），韋斯特化肥廠的設施起火並且隨即發生爆炸，消防隊員則試圖撲滅大火。但是到了今日，仍然不知道是什麼原因導致韋斯特化肥廠發生爆炸意外。死亡人數亦尚不清楚，但根據估計化肥廠設施爆炸後造成35人死亡，其中至少有10位是前往當地已撲滅火勢的災難應對人員。

## 之後
韋斯特市長湯米·穆斯卡（Tommy Muska）在4月17日爆炸發生後向《威果論壇前鋒報》（Waco Tribune-Herald）提到，有6名到7名城市的義消在這次爆炸事件中下落不明。緊急救難管理主管喬治·史密斯（George Smith）則表示，他認為至少有2名緊急救難人員在大火中喪生。在這次爆炸中損壞的建築包括有坐落於工廠旁邊的公立韋斯特高中（West High School），而隔壁50棟2層樓公寓也遭到摧毀，而傷者則被運往當地的養老院先進行安置。根據報導有超過100多人在這次爆炸中受傷，最初災難應對人員將其引導至韋斯特高中的足球場作為分診中心，但是由於附近工廠仍然持續燃燒而決定將分診服務移往社區中心進行。韋科當地的希爾克雷斯特浸信會醫學中心（Hillcrest Baptist Medical Center）便收到40人需要接受醫療救助，之後患者也陸續前往當地的普羅維登斯醫療保健網絡（Providence Healthcare Network）、達拉斯的巴克蘭記念醫院（Parkland Memorial Hospital）與坦普爾（Temple）的斯科特和懷特紀念醫院（Scott & White Memorial Hospital）進行救治。
德克薩斯州公共安全發言人在午夜新聞記者會上表示：「我們有大量人們受傷……有超過100多人仍然在接受治療」但是這次記者會並沒有證實先前媒體報導中表示死亡人數可能達到60人到70人的說法；另外這次記者會上發言人則提到這次受害範圍「如同奧克拉荷馬市的艾爾弗雷德·P·默拉聯邦大樓的狀況」，並且表示有50個到70個家庭以及企業受到波及。韋科警察局警官威廉·派屈克·斯旺頓（William Patrick Swanton）則表示緊急應變工作已經進入「搜索與救援階段」，期望能夠找到被困在建築物內的倖存者並且加以救出。他表示在爆炸中至少有160人受傷，而這其中還不包括火災初期便前來協助的消防人員。另外他也引述當地環保官員和急救人員的說法，表示附近社區並不會受到有害氣體的威脅。

## 影響

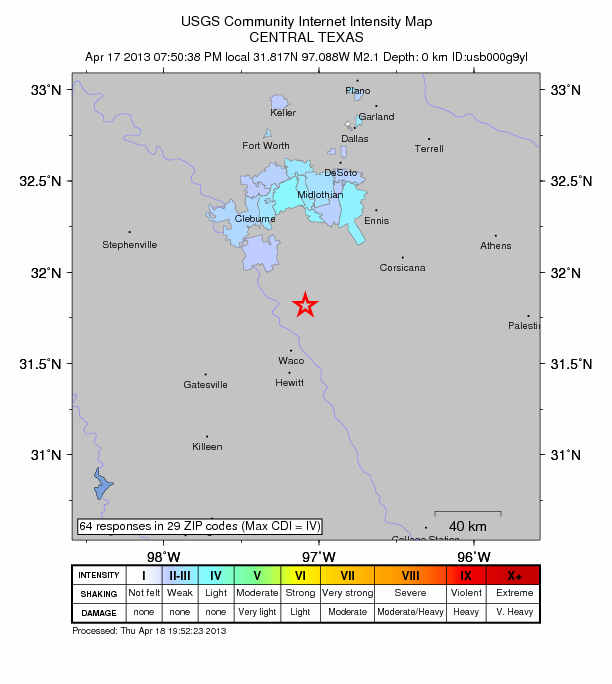
美國地質調查局測得韋斯特化肥廠爆炸案所引起的地震強度圖表。

在爆炸發生後韋斯特當地民眾普遍感覺到地面搖晃，而美國地質調查局則在爆炸時測得2.1級地震。爆炸的聲響則傳到東北方64公里（40英哩）的恩尼斯（Ennis），另外在希爾斯伯（Hillsboro）、瓦克夏哈契（Waxahachie）、德索托（DeSoto）和阿靈頓都有相關報告。另外在韋斯特西北方的阿伯特，則也有窗戶玻璃遭到破壞的報導。韋斯特獨立學區（West Independent School District）隨即宣布學區內5個學校停止上學直到另外通知為止，而附近的阿伯特獨立學區（Abbott Independent School District）和佩內洛普獨立學區（Penelope Independent School District）也宣布停止上課。
德克薩斯州州長里克·佩里在4月17日晚間隨即發表聲明：
|             | 我們正在監控事態發展並收集有關此次爆炸事故的相關信息，我們還將動員整個州的資源來協助地方政府。謹獻上我們的祈禱和祝願，讓它們能護佑化肥廠的人以及現場的急救人員。 |
| ——里克·佩里 | |

韋科警方則在火勢撲滅後提到基於謹慎考量，爆炸現場將會視為犯罪現場處理。4月18日上午時美國菸酒槍炮及爆裂物管理局宣布將會派遣火災調查專家、爆破專家、化學家和警犬單位前往實地調查，而負責工業化學事故調查的美國聯邦獨立機構美國化學安全及危害調查委員會（U.S. Chemical Safety and Hazard Investigation Board）也派遣調查團隊前往韋斯特。而在4月18日上午時，包括德克薩克斯州第一城市搜救特遣部隊（Urban Search and Rescue Texas Task Force 1）、德克薩斯州林務局（Texas Forest Service）和德州農工大學獸醫和生物醫學學院（Texas A&M College of Veterinary Medicine & Biomedical Sciences）皆派遣緊急處變團隊前往現場支援。
美國總統巴拉克·歐巴馬則在4月18日發表聲明提到：
|                 | 今日我們要為韋斯特人民祈禱，而昨晚致命的德克薩斯州化肥廠爆炸事故仍使得他們得展開善後工作。在緊扣一起社區已經遭到動搖、善良和勤勞的人們失去他們生命時，我要感謝在第一時間仍不知疲倦而通宵達旦地控制局勢並救助傷員的人們。我底下政府的聯邦緊急事務管理局和其他機構開始向當地合作夥伴保持緊密聯繫以解決任何需求，並讓搜救和應對作為能夠繼續進行。韋斯特是許多德州人記掛和鍾愛的小鎮，鎮民在持續因應這起悲劇的同時，將獲得全體美國人民的支持。 |
| ——巴拉克·歐巴馬 | |

稍後里克·佩里發表緊急聲明宣布將爆炸案附近地區列為災區並且要求美國政府應該盡快提供援助，而同一天德克薩斯州軍事部隊（Texas Military Forces）則對附近地區監測空氣品質並評估是否有化學和生物危害。另外在4月18日時，德克薩斯州音樂家威利·尼爾森（Willie Nelson）宣布將在4月28日於奧斯丁舉辦演唱會，並且將演唱會收益轉交給這次爆炸事件的受害者。

## 外部連結
- （英文） Texas fertiliser plant explosion （页面存档备份，存于）
- （英文） Aerial video shows Texas destruction after plant explosion （页面存档备份，存于）